# Bertus Mooi Wilten
Sjoerd Lambertus (Bertus) Mooi Wilten, geboren als Sjoerd Lambertus Wilten en beter bekend als Bertus Mooi, (Semarang, 30 november 1913 – Eindhoven, 27 juni 1965) was een Nederlands zwemmer, die gespecialiseerd was in de vrije slag, en waterpoloër. Hij zwom bij de zwemclub HPC in Heemstede en vertegenwoordigde Nederland op de Olympische Zomerspelen 1936 in Berlijn.

## Biografie
De in Nederlands-Indië geboren Mooi Wilten kwam vanaf 1932 uit voor HPC bij zwem- en polowedstrijden. Zijn talent kwam al snel tot uiting, en dan vooral op de korte vrije slagafstanden. Hij werd in 1933 Nederlands kampioen op de 200 meter vrije slag en in 1934 werd hij eerste op zowel de 200 als de 100 meter vrije slag. Mooi Wilten domineerde in die periode op deze slag. Hij verbeterde onder meer tussen februari 1934 en februari 1935 vier keer het nationaal record op de 100 meter op de kortebaan, terwijl hij in augustus 1934 ook twee keer het Nederlands record op de langebaan op zijn naam zette. In 1936 werd hij voor Nederland afgevaardigd naar de Olympische Spelen in Berlijn. Daar viel hij af in de series. Eerder had hij al besloten het waterpolo weer op te pakken.

## Erelijst
- Nederlands kampioen: 1933, 1934.